# Oriente (Hormiguero)
Oriente (Hormiguero) es un ejido del municipio de Paraíso ubicado en la subregión de la Chontalpa del estado mexicano de Tabasco.

## Geografía
La localidad se ubica a 7.7 kilómetros (en dirección norte) de la ciudad de Paraíso, la cabecera y lugar más poblado del municipio. Se sitúa en las coordenadas geográficas 18°19′40″N 93°13′35″O / 18.327778, -93.226389, a una elevación de 1 metro sobre el nivel del mar.

## Demografía
Según el Conteo de Población y Vivienda 2020, efectuado por el Instituto Nacional de Estadística y Geografía, la localidad de Oriente (Hormiguero) tiene 297 habitantes, de los cuales 157 son del sexo masculino y 140 del sexo femenino. Su tasa de fecundidad es de 2.47 hijos por mujer y tiene 75 viviendas particulares habitadas.
| Gráfica de evolución demográfica de Oriente (Hormiguero) entre 1995 y 2020 |
|                                                                            |
| INEGI.                                                                     |